# ماتئو کانسلیری
ماتئو کانسلیری (انگلیسی: Matteo Cancellieri؛ زادهٔ ۱۲ فوریهٔ ۲۰۰۲) بازیکن فوتبال اهل ایتالیا است که به صورت قرضی برای باشگاه امپولی بازی می‌کند.
وی همچنین در تیم‌های ملی فوتبال زیر ۱۷ سال ایتالیا و زیر ۲۱ سال ایتالیا و  تیم ملی ایتالیا بازی کرده‌است.